# Terapia de inversión

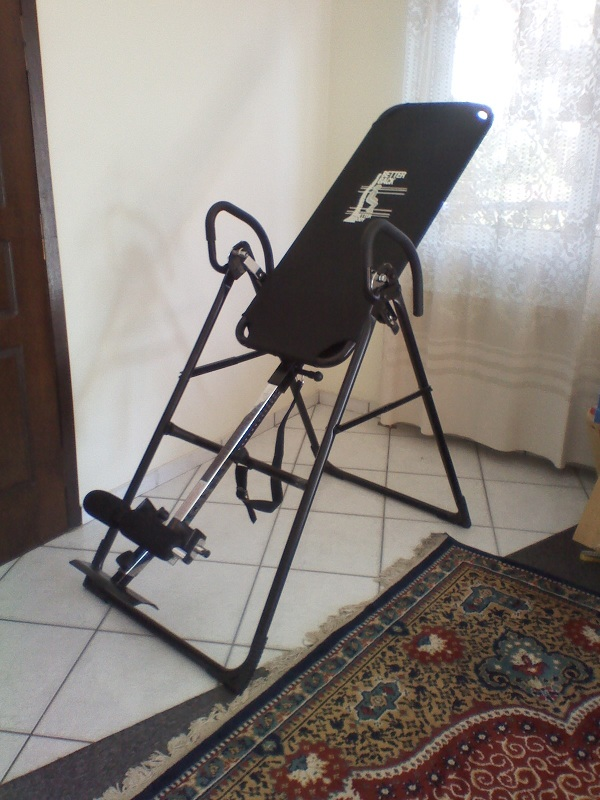
Tabla de inversión plegable, extendida y lista para su uso.

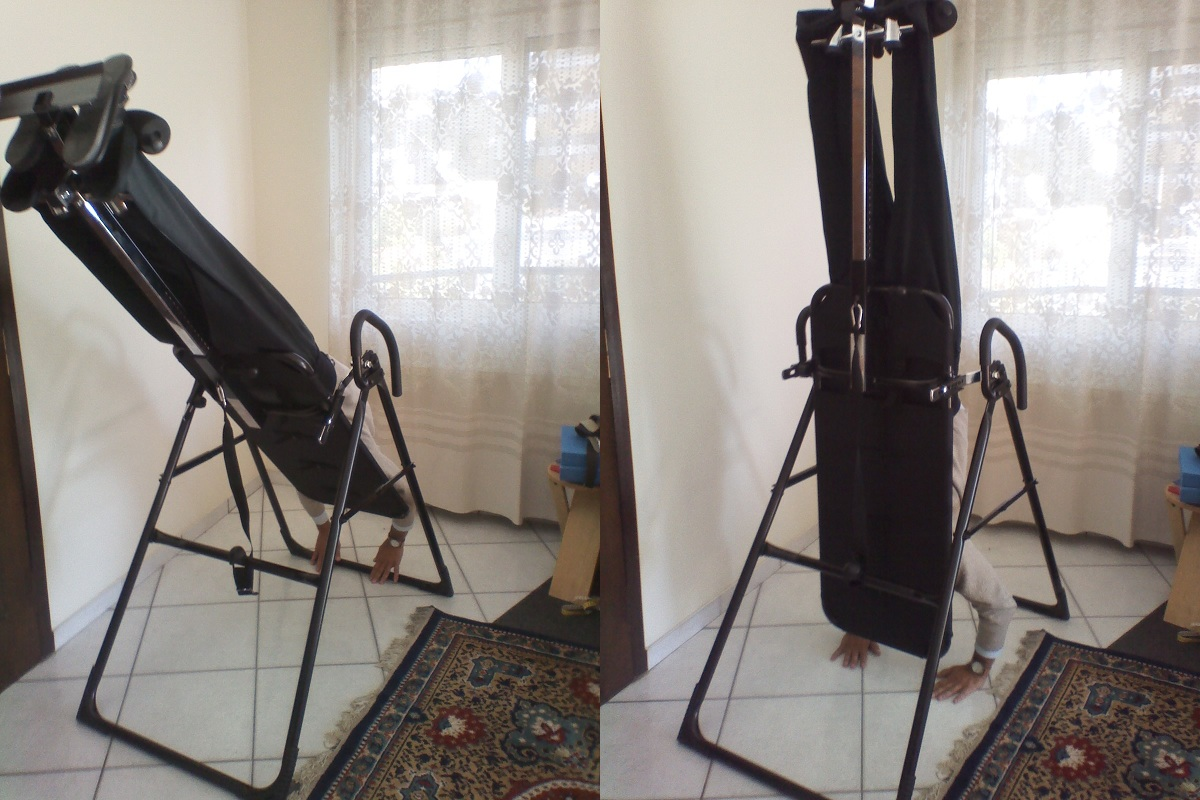
Tabla de inversión en acción.

La terapia de inversión consiste en colarse cabezabajo, con la intención de obtener beneficios terapéuticos. El proceso de hacerlo se llama inversión. Esto se puede hacer mediante equilibrio de mano (por ejemplo, en una parada de manos) o mediante cuelgue. Se trata de una forma de descompresión espinal y es una manera de  tracción de la columna vertebral.

## Advertencia
Las mujeres embarazadas y personas con hipertensión o problemas cardíacos no deberán practicar esta terapia.

## Beneficios declarados
Cuando el peso del cuerpo está suspendido de la parte inferior del cuerpo - en lugar de estarlo de las manos, como en el pino, o parado de cabeza o colgando de una barra con los brazos a los lados, que también son formas de inversión- la fuerza de gravedad puede descomprimir las articulaciones del cuerpo por debajo del anclaje. Colgando de los pies, como con las botas de gravedad o en las tablas de inversión, cada articulación del cuerpo se va a cargar de manera igual y opuesta a estar de pie, en una posición idéntica de alineación de las articulaciones. La terapia de inversión de este tipo, a menudo se anuncian en el mercado como un alivio para el dolor de espalda.